# Роберт Лефковіц
Роберт Лефковіц (англ. Robert Lefkowitz нар. 15 квітня 1943, Нью-Йорк, США) — американський біохімік, лікар, лауреат Нобелівської премії з хімії за 2012 рік (спільно з Браяном Кобілкою) з формулюванням «за дослідження G-білокспряжених рецепторів».

## Життєпис
1962 року здобув ступінь бакалавра з хімії, а 1966 — магістра в Колумбійському університеті (Нью-Йорк). По закінченні навчання працював лікарем в Columbia-Presbyterian Medical Center. 1968 року обійняв посаду асистента-дослідника в Національному інституті здоров'я (Бетесда, штат Меріленд). 1970 року перейшов на роботу до Масачусетського загального шпиталю (Massachusetts General Hospital) в Бостоні. З 1973 року — професор в медичному центрі університету Дюка. У 1973—1976 роки він був дослідником в Американської асоціації серця.  З 1976 року паралельно до університетської професури очолює дослідницьку роботу Медичного інституту Говарда Хьюза в Даремі.
Одружений, має п'ятеро дітей.

## Наукові здобутки
Галуззю досліджень Лефковіца є вивчення біології рецепторів та перетворення сигналів. Найвідомішими його працями є докладний опис послідовності, структури та функціональності β-адренергійних та споріднених з ними рецепторів, а також відкриття та опис двох видів білків, що їх регулюють: GRK-кіназ та β-арестинів. У середині 1980-х років Лефковіцу у співпраці з колегами вдалося клонувати ген, що відповідає за роботу β-адренергійного рецептора. Незабаром після цього його науковій групі вдалося клонувати гени для восьми інших адренергійних рецепторів (адренорецептори і рецептори норадреналіну).
На сьогодні у людини відкрито близько 1000 рецепторів цього типу. Всі вони використовують схожий механізм, що дозволяє якомога ефективніше їх «таргетувати». Так, від 30 до 50 % лікарських препаратів, що відпускаються за рецептом, є свого роду «ключами» для таких рецепторів-«замків».
Лефковіц є одним з найбільш цитованих фахівців в галузі біології, біохімії, фармакології, токсикології та клінічної медицини.

## Нагороди та визнання
- 1978: Passano Young Scientist Award[de][6]
- 1978: John J. Abel Award[de]
- 1988: Міжнародна премія Гайрднера[7]
- 1988: Член національної академії наук[8]
- 1988: Член Американська академія мистецтв і наук[9]
- 1992: Bristol-Myers Squibb Awards[en][10]
- 2001: Pasarow Award[de]
- 2001: Медаль Джессі Стивенсон-Коваленка[en][11]
- 2001: Fred Conrad Koch Award[de]
- 2003: Grand Prix scientifique de la Fondation Lefoulon-Delalande[en][12]
- 2003: Endocrine Regulation Prize[de]
- 2006 — George M. Kober Lectureship[de]
- 2007: Національна наукова медаль США[13]
- 2007: Премія Шао з медицини[14]
- 2007: Премія медичного центру Олбані[en][15]
- 2009: Research Achievement Award[16]
- 2009: BBVA Foundation Frontiers of Knowledge Awards з біомедицини[17]
- 2011: George M. Kober Medal[de]
- 2012: Нобелівська премія з хімії